# فلوریس (فیلم)
فلوریس (آلمانی: Floris) فیلمی هلندی محصول ۲۰۰۴ و به کارگردانی ژان فان د فلده و با بازی میخیل هایسمان در نقش نوه فلوریس اصلی از مجموعه تلویزیونی سال ۱۹۶۹ است. این فیلم در سال ۲۰۰۳ فیلمبرداری شده‌است.